# Соколов, Вадим Вадимович
Вади́м Вади́мович Соколо́в (род. 9 декабря 1971, Ставропольский край, СССР) — советский и российский футболист, полузащитник, нападающий; тренер.

## Карьера

### Клубная
Воспитанник ставропольского футбола. Начинал карьеру в 1991 году в «Сигнале». В Высшей лиге выступал за ставропольское «Динамо» (1992—1994) и сочинскую «Жемчужину» (1997), проведя 150 матчей и забив 9 мячей. Вошёл в символическую сборную ставропольского «Динамо» за всё время выступлений в Высшей лиге. В 2000 году в составе «Сокола» завоевал малые золотые медали Первого дивизиона, однако, в элитном дивизионе играть не стал и перешёл в «Рубин». В «Балтике» и «Луч-Энергии» становился лучшим бомбардиром команды. В 2005 году защищал цвета «Носты». В 2006 году подписал контракт с костромским «Спартаком», где в 2008 году завершил карьеру.

### Тренерская
В 2011—2013 годах являлся главным тренером клуба «Кавказтрансгаз-2005».

## Достижения
- Победитель Первого дивизиона: 2000
- Победитель зоны «Запад» Второго дивизиона: 2002
- Бронзовый призёр Второго дивизиона (2): 2005 (зона «Урал-Поволжье»), 2006 (зона «Запад»)

## Личная жизнь
Отец Вадим Борисович (1945—2019) — также футболист, на профессиональном уровне выступал в 1964—1975 годах.